# Poti

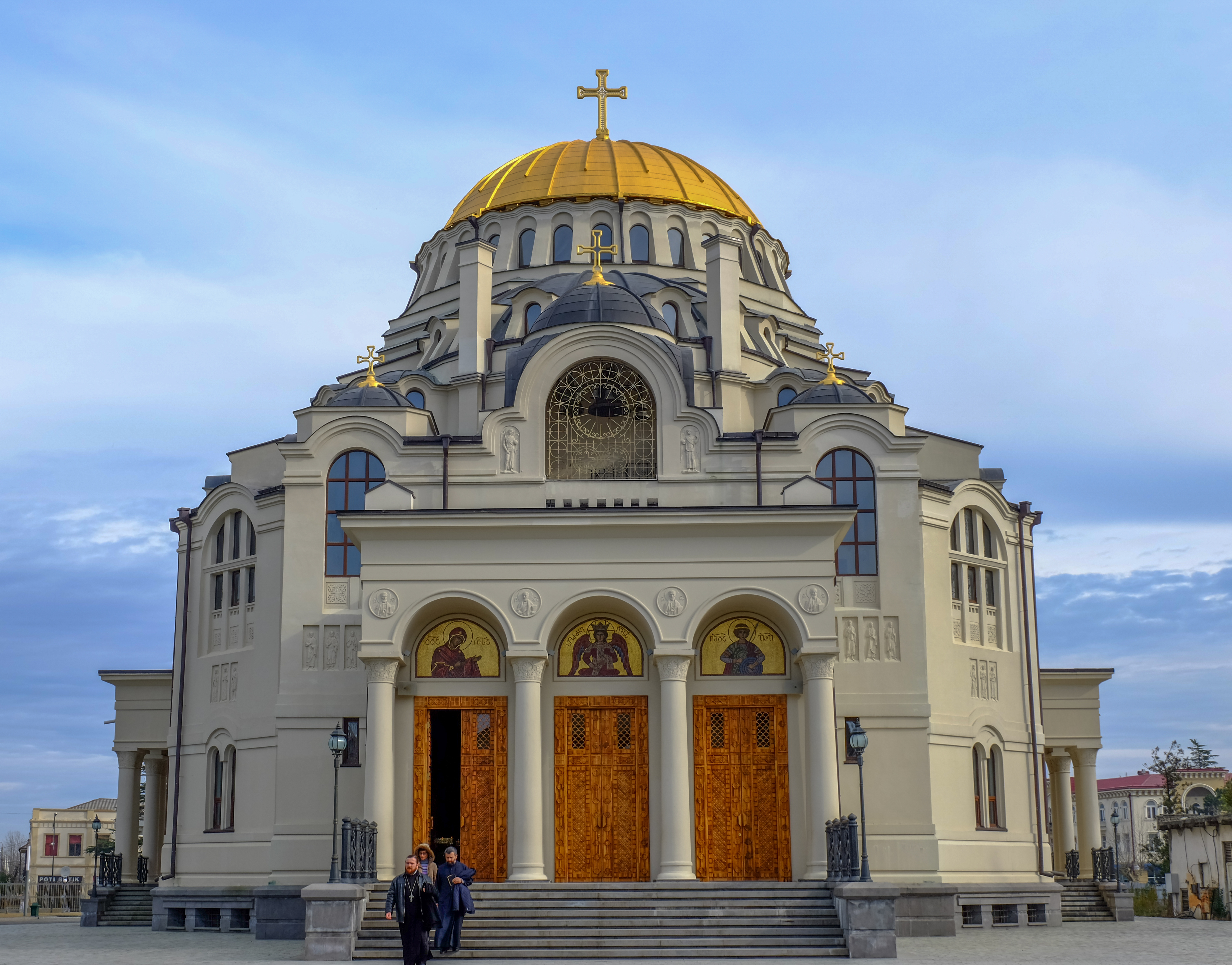
Sobór

Poti (gruz. ფოთი, dawniej gr. Fasis) – miasto w Gruzji, w regionie Megrelia-Górna Swanetia.
Położone jest nad Morzem Czarnym, przy ujściu rzeki Rioni, na Nizinie Kolchidzkiej. Obok Batumi, port w Poti jest najważniejszym portem morskim Gruzji.
Na wschód od miasta znajduje się Kolchidzki Park Narodowy.
W Poti znajduje się siedziba gruzińskiej Straży Przybrzeżnej.
W mieście rozwinął się przemysł maszynowy, metalowy, spożywczy oraz stoczniowy.

## Historia
W miejscu dzisiejszego miasta, w VII wieku p.n.e. powstała grecka kolonia Fasis, która przerodziła się w miasto. Od swych początków pełniło funkcję ważnego portu nad Morzem Czarnym, gdzie krzyżowały się szlaki handlowe między Europą i Azją. Zawsze było ośrodkiem kosmopolitycznym; grecki historyk Strabon pisał, że „w Fasis są ludzie mówiący 60 językami”. Niegdyś działała tu szkoła retoryki. Miasto było wielokrotnie najeżdżane, m.in. przez Turków. W sierpniu 2008 podczas wojny w Osetii Południowej, Poti zostało zajęte przez rosyjskie wojska. W tym samym roku ustanowiono w mieście wolną strefę ekonomiczną.

## Miasta partnerskie
- LaGrange, Stany Zjednoczone
- Burgas, Bułgaria
- Larnaka, Cypr
- Aktau, Kazachstan
- Nauplion, Grecja